# Derwent Water
Derwent Water (także Derwentwater) – jezioro w północno-zachodniej Anglii, w hrabstwie Kumbria, na terenie parku narodowego Lake District.
Jezioro liczy 5,5 km² powierzchni, rozciąga się z północy na południe na długości 5 km i mierzy do 2 km szerokości. Lustro wody znajduje się na wysokości około 75 m n.p.m., a głębokość jeziora nie przekracza 22 m. Jezioro położone jest w dolinie rzeki Derwent, która wpada do niego na południu, a wypływa na północy.
Na jeziorze znajduje się kilka wysp, m.in. Lord′s Island, gdzie znajdują się ruiny rezydencji zamieszkanej niegdyś przez hrabiów Derwentwater, oraz St Herbert′s Island, na której w VII wieku zamieszkiwał pustelnik św. Herbert. Wyspy te, podobnie jak znaczna część brzegu jeziora znajdują się w posiadaniu organizacji National Trust.
Na północnym krańcu jeziora położone jest miasto Keswick oraz wieś Portinscale.